# Ronde van Lombardije 1965
De Ronde van Lombardije 1965 was de 59e editie van deze eendaagse Italiaanse wielerwedstrijd, en werd verreden op zaterdag 16 oktober 1965. Het parcours leidde van Milaan naar Como en ging over een afstand van 266 kilometer. 
De Britse wereldkampioen Tom Simpson won door middel van een solo ontsnapping.
De eindzege in de Super Prestige Pernod ging voor de derde maal naar de Fransman Jacques Anquetil.

## Uitslag
| Ronde van Lombardije 1965 |                   |                          |          |
| Plaats                    | Naam              | Ploeg                    | Tijd     |
| Winnaar                   | Tom Simpson       | Peugeot-Michelin-BP      | 6u47'00" |
| 2                         | Gerben Karstens   | Televizier               | + 3' 11" |
| 3                         | Jean Stablinski   | Ford France-Hutchinson   | z.t.     |
| 4                         | Franco Bitossi    | Filotex                  | z.t.     |
| 5                         | Gianni Motta      | Molteni                  | z.t.     |
| 6                         | Raymond Poulidor  | Mercier- Hutchinson-BP   | z.t.     |
| 7                         | Michele Dancelli  | Molteni                  | + 3' 33" |
| 8                         | Jacques Anquetil  | Ford France-Hutchinson   | z.t.     |
| 9                         | Marcello Mugnaini | Maino                    | z.t.     |
| 10                        | Willy Monty       | Pelforth-Sauvage-Lejeune | z.t.     |

1905 · 1906 · 1907 · 1908 · 1909 · 1910 · 1911 · 1912 · 1913 · 1914 · 1915 · 1916 · 1917 · 1918 · 1919 · 1920 · 1921 · 1922 · 1923 · 1924 · 1925 · 1926 · 1927 · 1928 · 1929 · 1930 · 1931 · 1932 · 1933 · 1934 · 1935 · 1936 · 1937 · 1938 · 1939 · 1940 · 1941 · 1942 · 1943 · 1944 · 1945 · 1946 · 1947 · 1948 · 1949 · 1950 · 1951 · 1952 · 1953 · 1954 · 1955 · 1956 · 1957 · 1958 · 1959 · 1960 · 1961 · 1962 · 1963 · 1964 · 1965 · 1966 · 1967 · 1968 · 1969 · 1970 · 1971 · 1972 · 1973 · 1974 · 1975 · 1976 · 1977 · 1978 · 1979 · 1980 · 1981 · 1982 · 1983 · 1984 · 1985 · 1986 · 1987 · 1988 · 1989 · 1990 · 1991 · 1992 · 1993 · 1994 · 1995 · 1996 · 1997 · 1998 · 1999 · 2000 · 2001 · 2002 · 2003 · 2004 · 2005 · 2006 · 2007 · 2008 · 2009 · 2010 · 2011 · 2012 · 2013 · 2014 · 2015 · 2016 · 2017 · 2018 · 2019 · 2020 · 2021 · 2022 · 2023 · 2024 · 2025